# Ярославская улица (Москва)
Яросла́вская улица — улица на севере Москвы в Алексеевском районе Северо-Восточного административного округа, между Маломосковской улицей и улицей Касаткина.

## История
Первоначально, с 1955 года, улица называлась 2-й Ярославской, но поскольку 1-я Ярославская была переименована в улицу Кибальчича, необходимость в сохранении номера отпала и с 1966 года она стала называться просто Ярославской улицей. В её состав также был включён Ярославский проезд. Выбор названия улицы обусловлен её расположением близ Ярославского шоссе (сейчас — часть проспекта Мира).
Также Ярославская улица была в посёлке Лианозово, вошедшем в 1960 году в состав Москвы.

## Расположение
Ярославская улица начинается от Маломосковской улицы и проходит на север параллельно проспекту Мира, пересекает улицу Кибальчича, Ракетный бульвар, улицы Космонавтов и Бориса Галушкина и (после передачи здания главного корпуса школы № 293 имени А. Т. Твардовского Ярославской улице) заканчивается у южного торца Ростокинского акведука.

## Учреждения и организации
- Дом 5 — Центр социального обслуживания р-на Алексеевский;
- Дом 8, корпус 1 — гостиница «Ярославская»;
- Дом 8, корпус 2 — гостиница «Державная»; кафе «Соната» (ранее — кафе-бар «СССР»);
- Дом 8, корпус 3 — издательство «Русское деловое агентство»; журнал «Современный офис»; Независимый институт экспертизы и сертификации АНО;
- Дом 8, корпус 4 — Росводконсалтинг;
- Дом 8, корпус 5 — издательство «Международный центр финансово-экономического развития» (МЦФЭР);
- Дом 8, корпус 6 — издательский дом «Отечество»; альманах «Духовное и физическое здоровье нации»; фабрика флагов «Октябрь»; Гросстемс; типография ЛП «Полиграфия»;
- Дом 8, корпус 7 — трактир «У Тимофеича»;
- Дом 10, корпус 4 — Корпорация «Парус»;
- Дом 10, корпус 5 — ресторан «Штирлиц»;
- Владение 12 — стадион «Спартак» имени Героя Советского Союза В. А. Мягкова; Специализированная детско-юношеская школа олимпийского резерва «Спартак-2»;
- Дом 14 — политехнический колледж имени П. А. Овчинникова;
- Дом 13 — институт психологии РАН; Российский гуманитарный научный фонд; институт практической психологии и психоанализа; Высшая школа психологии; институт психологии и психотерапии; «Психологический журнал»; издательство «Когито-центр». В здании расположен кабинет-музей Сергея Рубинштейна[2];
- Дом 15, корпус 1 — промышленно-торговая компания «Экотайз»;
- Дом 15, корпус 2 — гостиница «Оксана»; гостиница «Ваш дом»;
- Дом 15, корпуса 3, 4, 5 и 7 — гостиница «Золотой колос»;
- Дом 17 — гостиница «Глобус»; ресторан «Шахерезада»; адвокатская консультация № 63 Межреспубликанской коллегии адвокатов г. Москвы;
- Дом 17, корпус 2 — медицинский колледж № 2;
- Дом 19 — детский сад № 2142;
- Дом 21 — издательский дом «Генезис»;
- Дом 23, строение 1 — институт управления и  комплексной безопасности АГПС МЧС России;
- Дом 27 — школа № 293 имени А. Т. Твардовского (главный корпус).

## Транспорт
- По всей длине улицы курсирует автобус 286. На участке от улицы Космонавтов до улицы Кибальчича к улице Кибальчича курсирует автобус № 378.